# Moto Guzzi Custom 125
La Moto Guzzi 125C o "125 Custom" è una motocicletta prodotta dalla casa italiana Moto Guzzi per dieci anni, dal dicembre 1985 al 1995.

## Storia
Nel 1983, al motosalone di Milano, venne presentato dal gruppo Guzzi-Benelli un nuovo tipo di propulsore 125, destinato a sostituire il vecchio 125 utilizzato sulle piccole di Mandello nate 10 anni prima.
Il nuovo motore presentava innovazioni quali l'aspirazione regolata da lamelle, la lubrificazione separata, il raffreddamento a liquido e il manovellismo con contralbero antivibrazioni.
La ragione del ritardo nell'utilizzo del motore è da attribuirsi all'eccessivo protrarsi della messa a punto, che rese possibile il suo utilizzo solo due anni dopo sulla 125C e sulla 125TT (tutto terreno).
Nel novembre 1985 la 125C venne presentata al motosalone di Milano e, il mese successivo, fu resa disponibile al pubblico.
La Guzzi, sul suddetto motociclo, ha cercato di portare le caratteristiche dello stile "yankee" delle California (catarifrangenti posti sui lati degli indicatori di direzione, sellone a due livelli e serbatoio a goccia) alla portata dei più giovani: impresa non propriamente riuscita dato che, di questo modello, si è quasi del tutto perso traccia: persino nel museo storico della Moto Guzzi a Mandello del Lario non è possibile trovarne una.
Fu commercializzata anche con il marchio Benelli: battezzata 125 Cs, rimase a listino sino al 1991.

## Caratteristiche
Venduta ad un prezzo iniziale di 3.681.000 lire, IVA compresa (l'ultimo prezzo di listino, nel 1995 era di 5.341.000 lire), la dotazione di serie comprendeva due borse laterali in plastica rigida, un vano sottosella ed il parabrezza.
La strumentazione era composta da tachimetro, contagiri, contachilometri, le spie delle frecce, una spia per la bassa tensione della batteria, una per la bassa pressione dell'olio, una per la temperatura dell'acqua, le spie delle luci di posizione e delle luci abbaglianti e, per finire, la spia del folle.

## Curiosità
- Come per parecchie Guzzi dell'epoca, anche sulla 125C era necessario attendere qualche minuto prima di ingranare le marce, dato che la frizione "non attaccava" a freddo.
- Già nella prova di Motociclismo del 1987, i comandi dell'americanina erano ritenuti obsoleti e poco precisi: capitava spesso che la spia del folle si accendesse pur con la prima ingranata.
- Per la linea e lo stile adottati, la scelta delle dimensioni delle ruote (ANT 16" POST 18") appare bizzarra: le custom, in genere, hanno la ruota più grande davanti e quella più piccola dietro.